# Partizansk
Partizansk è una città della Russia, situata nel Krai Primorskij (Territorio del Litorale), a circa 200 km dal capoluogo Vladivostok.
La città è stata fondata nel 1896 con il nome di Sučan (Суча́н); nel 1932 ottenne lo status di città, e poco dopo fu rinominata Gamarnik (Гама́рник) dal nome del rivoluzionario Jan Borisovič Gamarnik. Il nome attuale le arrivò solo nel 1972.
Le città è nata come centro minerario (carbone), e al carbone ha legato buona parte del suo sviluppo; con l'esaurirsi delle miniere la città ha attraversato un periodo di involuzione.
| 1926  | 1939   | 1959   | 1970   | 1979   | 1989   | 1996   | 2002   | 2018   |
| ----- | ------ | ------ | ------ | ------ | ------ | ------ | ------ | ------ |
| 6 500 | 36 900 | 48 500 | 48 300 | 46 300 | 49 500 | 49 900 | 43 670 | 37 059 |